# تیلسون (نیویورک)
تیلسون (به انگلیسی: Tillson) یک منطقهٔ مسکونی در ایالات متحده آمریکا است که در شهرستان اولستر، نیویورک واقع شده‌است. تیلسون ۶٫۱ کیلومتر مربع مساحت و ۱٬۵۸۶ نفر جمعیت دارد و ۷۱ متر بالاتر از سطح دریا واقع شده‌است.